# Ю, Жанна
Жанна Ю (нем. Jeanne You), при рождении — Ю Джиён (кор. 유지연; род. 23 августа 1978, Йосу) — южнокорейская пианистка, живущая в Германии.

## Биография
Начала учиться музыке в 5 лет. Окончив художественную школу в Сеуле, в 1995 поступила в Берлинский художественный университет, а затем в Берлинскую Высшую школу музыки, которую окончила в 2005. Посещала мастер-классы Даниэля Баренбойма, Дитриха Фишера-Дискау, Элисо Вирсаладзе. С 2006 г. преподаёт в Высшей музыкальной школе Дрездена.
В репертуаре Ю сочинения Моцарта, немецких романтиков. Она концертировала в Германии, Франции, Италии, Великобритании, Южной Корее. Является лауреатом многих международных конкурсов.